# مهرجان كان السينمائي 2006
مهرجان كان السينمائي لعام 2006 هو الدورة الـ59 للمهرجان عقد في 17 إلى 28 مايو من عام 2006، حصل فيلم "The Wind That Shakes the Barley" للمخرج البريطاني كين لوتش على السعفة الذهبية.